# François Macirone
François Macirone, dit Maceroni, né en 1788 à Londres et mort en 1846, est un militaire français du Premier Empire.
Dernier aide de camp de Joachim Murat, il s'embarque en 1817 pour l'Amérique du Sud où il prend part aux guerres d'indépendance des colonies espagnoles.